# Исмагилов, Тимур Александрович
Тимур Александрович Исмагилов (род. 27 февраля 1982, Уфа) — современный российский композитор, пианист, аранжировщик. В своём творчестве свободно использует различные композиторские техники при неизменном внимании к башкирскому и татарскому мелосу.

## Биография
В детстве освоил все имевшиеся дома музыкальные инструменты: фортепиано, баян, тальянку, саратовскую гармонь. Выступал и записывался как певец, исполняя татарские и башкирские песни. Музыку пишет с 11 лет, в 1995–2000 гг. занимался композицией у Р. Н. Сабитова. Окончил ССМШ-лицей при Уфимском государственном институте искусств (класс фортепиано Л. И. Алексеевой). В 2005 году закончил Московскую консерваторию по классу композиции у А. В. Чайковского, в 2008 — аспирантуру (руководитель — А. В. Чайковский, научный руководитель — С. И. Савенко). Тема аспирантской научной работы — "DSCH. Эскиз монографии о монограмме". Статья по итогам этого исследования была опубликована в 2013 году в Берлине.
В 2004–2006 гг. вёл "Дневник молодого композитора" на сайте В. В. Шахиджаняна; сочинил и записал в студии музыку к его компьютерной программе «СОЛО на клавиатуре» (100 пьес для фортепиано). С декабря 2004-го по февраль 2022 года — аранжировщик Российского государственного академического камерного "Вивальди-оркестра" Светланы Безродной. В 2006 году создал мемориальный сайт Святослава Рихтера. Начиная с 2010 года организует концерты современной музыки в Москве и Уфе. Был одним из собеседников Дмитрия Бавильского в его книге "До востребования. Беседы с современными композиторами".

## Список произведений
Сочинения для оркестра
Мелодия и скерцо для камерного оркестра, ор. 5  (1997, 2002). Посв. О. А. Даукаевой.
Концерт для виолончели с оркестром, ор. 17 (2004–05) 
Элегия для струнного оркестра, ор. 40 (2011, 2017). Посв. Михаилу Турикову.
Changes II для фортепиано, 15 струнных и треугольника ad libitum, ор. 42 (2016–17)
Addiction для оркестра, ор. 44 (2018)
Вокальные сочинения
Четыре стихотворения японских поэтов для сопрано и фортепиано, ор. 7 (1998). Посв. Р. Н. Сабитову.
Из Мустая Карима, диптих для мужского голоса и фортепиано, ор. 9 (1999). Посв. Павлу Волонихину.
"История одной картины", моносвистакль по одноимённому рассказу Аркадия Аверченко для мужского голоса, виолончели, рояля, препарированного рояля и магнитофона, ор. 11 (2001)
"121", вокальный цикл на тексты Дмитрия Пригова для мужского голоса и фортепиано, ор. 15 (2003)
Из Хафиза, вокальный цикл для сопрано и фортепиано. Посв. Екатерине Юдиной.
Три эпиграммы для низкого мужского голоса и фортепиано, ор. 41 (1999, 2017)
Татарская колыбельная для детского (или женского) хора и фортепиано, ор. 52 (2022). "Моей маме".
"Дзен", вокальный цикл на слова Ван Вэя для тенора и фортепиано, ор. 56 (2024). Посв. Юрию Кокко.
Камерно-инструментальные сочинения
Триптих для струнного квартета, ор. 4 (1996)
Эпитафия Альфреду Шнитке для струнного квартета, фортепиано и челесты, ор. 6 (1998, окончательная редакция — 2022)
Скорбная музыка для скрипки и органа, ор. 8 (1999). "Памяти моего дедушки, Абдрафика Закировича Исмагилова".
Струнный квартет, ор. 14 (2002–03, вторая редакция — 2006)
Фантазия для скрипки и фортепиано, ор. 16 (2003–04)
EDES… для флейты, кларнета, скрипки, виолончели и препарированного рояля, ор. 20 (2007)
Оҙон көй ("Протяжный напев") для аккордеона (или баяна), флейты, кларнета, трубы, скрипки, альта, виолончели и контрабаса, ор. 21 (2008)
Два наброска и песня для виолончели соло, ор. 22 (2010). Посв. Золтану Алмаши.
Новелла для альта соло, ор. 23 (2010). 
Вечерняя музыка для флейты, скрипки, альта и виолончели, ор. 24 (2010)
Диалог для скрипки соло, ор. 27 (2011). Посв. Михаилу Турикову.
Авыл көе ("Деревенский напев") для баяна или аккордеона, ор. 30 (2013). "Памяти моей бабушки".
Трио для скрипки, виолончели и фортепиано, ор. 31 (2013)
Лестница для контрабаса соло, ор. 35 (2014)
Соната для скрипки и фортепиано, ор. 36 (2015)
Три пьесы в шесть рук для фортепиано, ор. 37: "Марш", "Ноктюрн", "Токката" (2010–16). "Моей маме".
История голубки для флейты соло, ор. 39 (2016). Посв. Яну Крулю.
Фантазия для клавикорда, ор. 43 (2018)
Импровизация для дуэта, ор. 45 (2019; версия для кларнета и фортепиано — 2020)
Фантазия для альта и фортепиано, ор. 46 (2019–20). Посв. Дарье Филиппенко.
Fuga Idearum для флейты, кларнета, скрипки, альта, виолончели и фортепиано, ор. 50 (2014, 2021–22)
Фантазия для барочной флейты, ор. 53 (2023). Посв. Робу Тёрнеру.
Прелюдия и фуга для фортепиано в 5 рук, ор. 58 (2025)
Фортепианные сочинения
Сюита в народном духе, op. 1: "Азамат" (обработка башкирской народной песни), "Танец", "Колыбельная", "Марш" (1995–96). Посв. Р. Н. Сабитову.
Вариации на народную тему, op. 2 (1995–96). Посв. Л. И. Алексеевой.
Полифонические эскизы, op. 3 (1996)
Партита-приношение, ор. 10, в семи частях: Прелюдия, Соната, Интермеццо, Sinfonia, Ludus mortis, VI, Пассакалия (2000)
Посвящение Джону Кейджу, ор. 12 (2001)
Вариации на тему Паганини, ор. 13 (2002, окончательная редакция — 2025). Посв. Егору Жиркову. 
24 прелюдии, ор. 18 (2005–10). Посв. Михаилу Турикову.
Тетрадь в блюзовых тонах, ор. 19 (2005–06). Посв. Сергею Булавину.
"Йәшен" (по стихотворению Рашита Назарова), ор. 25 (2011). Посв. Ильдару Харисову.
Багатели, ор. 28 (2012). Посв. Борису Иоффе.
Колыбельная для Рудика, ор. 29 (2012)
Axis, ор. 32 (2012–13)
Изменения, ор. 33 (2013)
7, ор. 34 (2014)
Весенние эскизы, ор. 38 (2016)
What Next? ор. 47 (2020). Посв. Михаилу Турикову.
Одиночество, ор. 48 (2020)
Уединение, ор. 49 (2021). Посв. Михаилу Шиляеву.
Песни народов мира, первая тетрадь, ор. 51 (2022)
Ноктюрн и постлюдия для правой руки, ор. 54 (2023–24). Посв. Михаилу Турикову.
Пять простых пьес, ор. 55. Посв. В. В. Шахиджаняну.
Letters, ор. 57 (2024). Посв. Егору Жиркову.

## Транскрипции
Автор свыше 600 аранжировок, оркестровок и транскрипций для различных составов. Основные работы в этом жанре:
- сокращённая инструментальная версия оперы П. И. Чайковского "Евгений Онегин" для струнных, клавишных и ударных (2005–06)
- сюиты из музыки к фильмам Ч. Чаплина для аккордеона, струнных, фортепиано и ударных (2006)
- сюита из оперетты И. Кальмана "Сильва" для струнных, фортепиано и ударных (2007)
- сюита из оперетты И. Штрауса "Летучая мышь" для струнных, фортепиано и ударных (2007)
- сюиты из музыки Н. Роты к фильмам "Амаркорд" и "Крёстный отец" для трубы, аккордеона, струнных, фортепиано и ударных (2008–09)
- сюита из музыки Д. Шостаковича к фильму "Гамлет" для малого симфонического оркестра (2011)

## Публикации
- "Часть наследия Рахманинова мало кто знает..."
- Исмагилов Т. Способы композиторской работы Шостаковича с монограммой DSCH // Музыка в Средней и Восточной Европе (XVIII-XX вв.) / Ред.-составитель И. Харисов. Берлин: Gesellschaft für OSTEUROPA-FÖRDERUNG, 2013. С. 3-10. (Kulturwelten 17: 2013/1). ISSN 1864-3183